# Ludwigsfelde (stacja kolejowa)
Ludwigsfelde (niem: Bahnhof Ludwigsfelde) – stacja kolejowa w Ludwigsfelde, w kraju związkowym Brandenburgia, w Niemczech. Powstały około 1880 dworzec znajduje się w zabytkowym budynku i jest drugim najstarszym budynkiem w mieście. Obecnie mieści się tu muzeum. Również kilka budynków wokół stacji uznana jest za zabytek.
Według klasyfikacji Deutsche Bahn stacja posiada kategorią 4.

## Położenie
Stacja znajduje się na linii kolejowej między Berlinem i Halle (zwaną również Anhalter Bahn)), na południe od Berlina. Powstała poza większymi miastami. Obok stacji, kilkaset metrów na wschód, w czasie otwarcia stacji istniały tylko dwa małe miejscowości o nazwie Damsdorf i Ludwigsfelde. Ostatnia osada dała nazwę stacji. Obecne miasto Ludwigsfelde pochodzi w XX wieku, a jego centrum znajduje się na zachód od obiektów kolejowych.
W mieście Ludwigsfelde znajduje się przystanek Ludwigsfelde-Struveshof znajdujący się na Berliner Außenring na północny zachód od centrum miasta. Został otwarty w 2012 roku i zastąpił stację kolejową Genshagener Heide, która znajdowała się na skraju strefy przemysłowej w północnej części miasta. Również przystanek Birkengrund położony na północ od stacji Ludwigsfelde na linii Anhalt znajduje się w granicach miasta. Wcześniej stację Birkengrund Süd nazwano dla odróżnienia od zamkniętego w 1990 przystanku Birkengrund Nord.

## Połączenia
Stacja jest obsługiwana przez pociągi Regional-Express linii:
- RE 4 Rathenow - Berlin - Ludwigsfelde - Jüterbog
- RE 5 Stralsund - Neubrandenburg/Rostock - Neustrelitz - Oranienburg - Berlin - Ludwigsfelde - Jüterbog - Lutherstadt Wittenberg/Falkenberg (Elster)

## Linie kolejowe
- Berlin – Halle
- Anhalter Vorortbahn